# 雅扬
雅扬（法語：Jaillans，法語發音：[ʒajɑ̃]）是法国德龙省的一个市镇，属于瓦朗斯区。

## 地理
雅扬（45°1'41"N, 5°10'28"E）面积9.04 平方千米，位于法国奥弗涅-罗讷-阿尔卑斯大区德龙省，该省份为法国东南部内陆省份，北起顺时针与伊泽尔省、上阿尔卑斯省、上普罗旺斯阿尔卑斯省、沃克吕兹省和阿尔代什省接壤。
与雅扬接壤的市镇（或旧市镇、城区）包括：博尔加尔巴雷、埃默、奥斯坦。

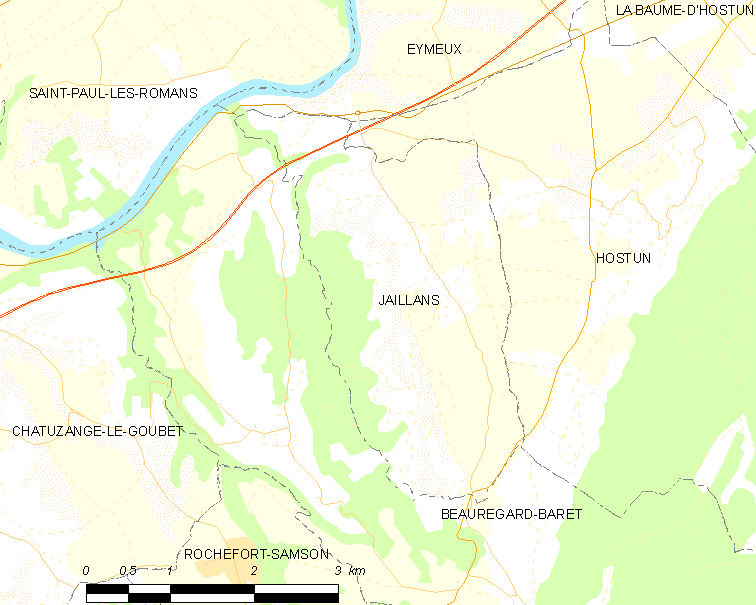
雅扬的OSM定位图

雅扬的时区为UTC+01:00、UTC+02:00（夏令时）。

## 行政
雅扬的邮政编码为26300，INSEE市镇编码为26381。

## 政治
雅扬所属的省级选区为韦科尔-晨山县。

## 人口

1962-2008年间雅扬人口变化图示

雅扬于2022年1月1日时的人口数量为976人。